# Frantisek Palacký
František Palacký (Hodslavice, 14 de junho de 1798 — Praga, 26 de maio de 1876) foi um historiador, linguista e político checo, à época com nacionalidade austro-húngara. Sendo adepto do austroeslavismo, é reconhecido por ser um dos maiores expoentes do nacionalismo checo.

## Biografia
Palacký era descendente de membros de uma comunidade protestante da Igreja Moraviana que clandestinamente mantiveram sua fé durante o período das perseguições religiosas, eventualmente deram apoio a Confissão de Augsburgo como amostra de aproximação às suas crenças originais. O pai de Palacký foi professor. Quando jovem, Palacký, ingressou em 1812 no Liceu evangélico luterano em Bratislava, onde teve contato com o filólogo Pavel Šafařík e se tornou um ávido estudante de línguas eslavas (Dominava onze línguas e ficou familiarizado com algumas outras).
Depois de alguns anos lecionando, Palacký instalou-se em Praga em 1823. Lá ele encontrou um grande amigo, Josef Dobrovský, cujas boas relações com as autoridades austríacas protegeram-no da hostilidade do governo para com os estudantes de assuntos relacionados ao povo eslavo. Foi Dobrovský que o apresentou à Kaspar Sternberg, o Conde Sternberg, e seu irmão Francis, ambos entusiastas da história boêmia. O Conde Sternberg, juntamente com o apoio de Palacký, foi o fundador do Museu Nacional de Praga dedicado a colecionar documentos relacionados à história da Boêmia, com a intenção de despertar o sentimento nacional por meio do estudo de registros da cultura checa.
O interesse público no movimento nacionalista foi estimulado em 1825 pelo jornal Časopis českého musea (Jornal do museu boêmio, tradução livre), no qual Palacký foi o primeiro editor. O jornal foi primeiramente publicado em alemão e checo, a rede de edições checas sobreviveu até se tornar o maior órgão literário da Boêmia. Palacký recebeu do Conde Sternberg um modesto cargo como arquivista e em 1829 as províncias boêmias conferiram a ele o título de historiógrafo da Boêmia, apesar do baixo salário, isso aconteceu dez anos antes do consentimento das autoridades vienenses.
Neste ínterim as autoridades boêmias, com o consentimento subseqüente de Viena, se comprometeram a pagar as despesas pela publicação da Magnum opus de Palacký, A história da Nação checa na Boêmia e Moravia(cinco volumes, 1836-1867). Essa obra, que inicia sua narração a partir de 1526(quando a região caiu sobre domínio austríaco), foi feita sobre uma rigorosa pesquisa nos arquivos boêmios e em bibliotecas de grandes cidades europeias, sendo considerada a maior referência no assunto. O primeiro volume foi impresso na Alemanha em 1836, e logo depois traduzido para o checo. A publicação da obra foi cerceada pelas autoridades imperiais, principalmente por conta de sua ligação com a igreja Hussita.
Palacký, apesar de suas simpatias protestantes foi cuidadoso em evitar uma aprovação incondicional dos métodos dos reformadores, porém mesmo assim foi considerado pelos censores como perigoso à fé católica. Ele foi forçado a retirar trechos de sua narrativa e aceitar como integrais outros que foram alterados pelo corpo de censores. Logo após a abolição da censura em 1848, publicou uma nova edição finalizada em 1876 resgatando a originalidade de sua obra. O mais famoso crítico de Palacký no âmbito de sua historiografia foi Konstantin von Höfler, um professor de história alemão em Praga, que publicou: Geschichte der hussitischen Bewegung in Bhömem (História do movimento hussita na Boêmia , tradução livre). Palacký respondeu às críticas em: Geschichte des Hussitenthumes und Professor Höffler(História dos hussitas segundo professor Höffler, Tradução Livre. Praga, 1868) e Zur böhmischen Geschichtschreibung(Para os historiadores boêmios, Tradução livre. Praga, 1871).
As agitações de 1848 impeliram Palacký para o campo da política. Foi eleito para o parlamento pela localidade de Kroměříž no outono daquele mesmo ano, além do cargo que ocupou como membro do congresso eslavo em Praga. Palacký era favorável à manutenção do Império Austríaco, que de acordo com ele, deveria consistir em uma federação de estados germânicos e eslavos, mantendo os seus respectivos direitos individuais. Esse movimento era chamado de Austroeslavismo. Tais ideias tiveram considerável repercussão em Viena, inclusive lhe foi oferecida uma pasta no gabinete de Franz von Pillesdorf. O colapso do federalismo e o triunfo dos reacionários em 1852 levaram à sua retirada da política.
Não obstante, após as concessões liberais de 1860 e 1861, se tornou membro do senado austríaco. Suas visões tiveram pouco apoio da assembleia, por conta disso, absteve-se do parlamento, com a exceção de um curto período após o decreto de setembro de 1871, no qual o imperador levantou esperanças para a autonomia boêmia. Na dieta de Boêmia ficou conhecido como o líder do partido nacional-federalista, Staročeši. Ele ansiou a formação de um reino checo que deveria comportar a Boêmia, Moravia e Silésia, no seu entusiasmo em relação à autonomia do povo checo chegou até mesmo a se aliar à nobreza conservadora e aos católicos radicais. Fez parte do Congresso pan-eslavista em Moscou em 1867. Palacký morreu em Praga em 26 de maio de 1876.

## Legado
František Palacký é considerado um dos três pais da nação checa ao lado do Sacro Imperador Romano-germânico Carlos IV, e do filósofo Tomáš Masaryk (que tornou-se o primeiro presidente da Checoslováquia em 1918). E certamente o maior nome da historiografia boêmia.
Em 1918, o regimento de tiro de infantaria emergente da 3ª Divisão das Legiões Checoslováquias na Rússia foi nomeado o "Regimento de František Palacky". 